# MEDEVAC
MEDEVAC je vojaški akronim/kratica, ki označuje medicinsko evakuacijo (angleško Medical Evacuation).
MEDEVAC je lahko vozilo, letalo ali helikopter, ki deluje kot rešilec (zadnja dva sta lahko imenovana tudi zračni rešilec). Namen MEDEVACa je hitri transport težko poškodovanih ali ranjenih oseb (posebno travmatičnih poškodb) v bolnišnico oz. klinični center. 
Sam koncept v vojaštvu so razvili Američani med korejsko vojno, toda sama zamisel izhaja iz Avstralske kraljeve leteče zdravstvene službe, ki je bila ustanovljena leta 1928 za potrebe zdravljenja ljudi v odročnih predelih notranje Avastralije. Z uvedbo helikopterja v vojaško službo se je sama zmožnost MEDEVACa izredno povečala, saj niso bili več tako odvisni od primernih pristajalnih površin, kot so bili z letali.